# Poa occidentalis
Poa occidentalis är en gräsart som först beskrevs av George Vasey, och fick sitt nu gällande namn av George Vasey. Poa occidentalis ingår i släktet gröen, och familjen gräs. Inga underarter finns listade i Catalogue of Life.